# Sofêno Escuro
Sofêno Escuro es un cultivar de higuera tipo Higo Común Ficus carica unífera es decir con una sola cosecha por temporada, los higos-vindimos los higos de verano-otoño, de piel con color de fondo púrpura y con sobre color de púrpura más oscuro a negro sobre alguna de las costillas, y mancha irregular de color amarillo verdoso alrededor del pedúnculo con zona de transición de color púrpura blanquecino, presenta lenticelas medianas a grandes de color rosado. Se cultivan principalmente en Portimao en el Algarve, (Portugal).

## Sinonimias
- „Sopa e Vinho“,[5][6][7][8]

## Historia
Dentro de la Unión Europea, España es, junto a Grecia y Portugal, el mayor productor de higos.
El cultivo extensivo de las higueras era tradicional en Portugal, especialmente en las regiones del Algarve, Moura, Torres Novas y Mirandela, así como en los archipiélagos de Madeira y de Azores. Se cosechaban los llamados « "figos vindimos" », que tenían como destino el mercado de los higos secos, para el consumo humano o industrial, pero también para la alimentación de los animales,
Era un higueral de baja densidad, entre 100 y 150 higueras por hectárea, con árboles de gran porte, baja productividad y mucha mano de obra. Todo esto, unido a la fuerte competencia de los higos provenientes del norte de África y Turquía, provocó un progresivo abandono de este cultivo.
Hoy día se está recuperando, pero orientada la producción para su consumo en fresco, imponiéndose variedades más productivas adaptadas a las exigencias y gustos del mercado, aumentando las densidades de plantación e incluso aportando la posibilidad de riego. La producción de higos para el mercado de fruta fresca tiene dos épocas distintas de producción. Una en mayo, junio y julio, que es la época de los « "figos lampos" » (brevas); y otra en agosto y septiembre, hasta las primeras lluvias, que es la época de los « "figos vindimos" » (higos).
La variedad 'Sofêno Escuro' fue descrito por Bobone (1932), con ilustraciones, como una variedad portuguesa, cultivada comercialmente, ampliamente cultivada en Portimao, en el Algarve.

## Características
La higuera 'Sofêno Escuro' es una variedad unífera (con una sola cosecha por temporada), del tipo Higo Común, presentan tres cultivares "Escuro", "Branco", y "Preto".
Los árboles 'Sofêno Escuro' tienen porte esparcido, de vigor medio, con yema apical cónica de tamaño medio, de color verde. Sus hojas predominantes son trilobuladas, con sus lóbulos palmeados, con bordes crenados, y la forma de la base cordiforme. Presenta una cosecha mediana de higos-vindimos que maduran a inicios de agosto, son de forma apeonzada, fruto no simétrico, con cuello grueso de color amarillo verdoso, y con pedúnculo muy corto de color verde claro con escamas pedunculares medianas de color amarillento con festoneado oscuro, y fácil abscisión del pedúnculo; costillas muy marcadas, piel gruesa, con grietas longitudinales gruesas y grietas reticulares escasas y muy finas; con color de fondo púrpura y con sobre color de púrpura más oscuro a negro sobre alguna de las costillas, y mancha irregular de color amarillo verdoso alrededor del pedúnculo con zona de transición de color púrpura blanquecino, presenta lenticelas medianas a grandes de color rosado; tamaño del ostiolo grande, abertura ostiolar presente, escamas ostiolares grandes semi adheridas de color rosado; con mesocarpo-receptáculo fino de color blanco; pulpa color rosado a rojo; cavidad interna muy pequeña o ausente, con una cantidad de aquenios abundante, de tamaño grande; buenas cualidades organolépticas, de sabor dulce fundente jugoso; calidad muy buena para consumo en fresco; Inicio de la maduración primeros de agosto; Tienen una manipulación razonable debido a su piel gruesa.

## Cultivo
'Sofêno Escuro' se trata de una variedad muy adaptada al cultivo de secano, con excelente producción de higos de buen tamaño y características que la hacen potencialmente muy atractiva para comercializar para su consumo en fresco. Se cultivan principalmente en Portimao, en el Algarve (Portugal),